# Liste du patrimoine privé de Liège
Le Patrimoine privé de Liège est composé d'un nombre important de bâtiments et d'hôtels particuliers de notables municipaux et ecclésiastiques liégeois, et de marchands d'armes, la plupart du XVIIIe siècle, dans les quartiers de Hors-Château, Féronstrée et de la Collégiale Saint-Barthélemy, du Mont Saint-Martin et de la place Saint-Michel. Plusieurs de ces bâtiments, construits par ou pour des particuliers, sont devenus la propriété de la Ville de Liège. Le plus spectaculaire d'entre eux est le palais Curtius.

## Hôtels particuliers
| Nom                               | Architecte           | Style              | Année               | Quartier                   | Adresse                            | Géolocalisation                   | Illustration    |
| --------------------------------- | -------------------- | ------------------ | ------------------- | -------------------------- | ---------------------------------- | --------------------------------- | --------------- |
| Hôtel d'Ansembourg                | Johann Joseph Couven | Louis XIV-Louis XV | 1741                | Féronstrée et Hors-Château | Féronstrée, 114                    | 50° 38′ 49,29″ N, 5° 34′ 55,84″ E |                 |
| Hôtel de Bocholtz                 |                      | Mosan              | 1563                | Saint-Laurent              | Place Saint-Michel, 8-10           | 50° 38′ 42,68″ N, 5° 34′ 14,43″ E |                 |
| Hôtel de Clercx d'Aigremont       |                      | Classique          | 1767                | Centre                     | Rue Saint-Paul, 27-29-31           | 50° 38′ 23,31″ N, 5° 34′ 23,25″ E | Hôtel de Clercx |
| Hôtel des Comtes de Méan          |                      |                    | XVe siècle          | Saint-Laurent              | Mont Saint-Martin, 13              | 50° 38′ 41,42″ N, 5° 34′ 03,08″ E |                 |
| Hôtel de Copis                    |                      | Néo-classique      | XVIIIe siècle       | Centre                     | Rue Saint-Étienne, 3               | 50° 38′ 37,43″ N, 5° 34′ 27,89″ E |                 |
| Hôtel de la Cour de Londres       |                      |                    | XVIIIe siècle       | Féronstrée et Hors-Château | Rue Hors-Château, 40               | 50° 38′ 49″ N, 5° 34′ 40″ E       |                 |
| Hôtel de Crassier                 |                      | Baroque            | 1706                | Centre                     | Rue des Célestines, 14             | 50° 38′ 29″ N, 5° 34′ 06″ E       |                 |
| Palais Curtius                    |                      | Mosan              | 1610                | Féronstrée et Hors-Château | Quai de Maastricht, 13             | 50° 38′ 49,21″ N, 5° 35′ 03,11″ E |                 |
| Hôtel de Donceel                  |                      |                    | XVIIIe siècle       | Saint-Laurent              | Mont Saint-Martin, 54              | 50° 38′ 41″ N, 5° 33′ 56″ E       |                 |
| Hôtel de Grady (Hôtel Sklins)     |                      | Classique          | 1765                | Féronstrée et Hors-Château | Rue Hors-Château, 5                | 50° 38′ 49,02″ N, 5° 34′ 38,61″ E |                 |
| Hôtel de Grady (Rue Saint-Pierre) |                      | Classique          | XVIIIe siècle       | Saint-Laurent              | Rue Saint-Pierre, 13               | 50° 38′ 45″ N, 5° 34′ 16″ E       |                 |
| Hôtel de Haxe                     | Conrad de Haxhe      |                    | 1685                | Féronstrée et Hors-Château | Féronstrée, 132                    | 50° 38′ 50,47″ N, 5° 35′ 00,93″ E |                 |
| Hôtel de Hayme de Bomal           | Barthélemy Digneffe  | Néo-classique      | 1778                | Féronstrée et Hors-Château | Féronstrée, 122                    | 50° 38′ 48,74″ N, 5° 34′ 58,91″ E |                 |
| Hôtel de Heeswyck                 |                      |                    | 1726                | Saint-Laurent              | Rue Sainte-Marguerite, 110/112/114 | 50° 38′ 45″ N, 5° 33′ 35″ E       |                 |
| Hôtel de Loets de Trixhe          |                      |                    | 1605                | Féronstrée et Hors-Château | Rue Hors-Château, 29               | 50° 38′ 51″ N, 5° 34′ 46″ E       |                 |
| Hôtel de Lonneux de Huy           |                      | Classique          | 1723                | Centre                     | Rue Basse-Sauvenière, 47           | 50° 38′ 40″ N, 5° 34′ 04″ E       |                 |
| Hôtel de Sélys-Longchamps         |                      |                    | XVe siècle          | Saint-Laurent              | Mont Saint-Martin, 9-11            | 50° 38′ 41,8″ N, 5° 34′ 04,39″ E  |                 |
| Hôtel Desoër de Solières          |                      | Renaissance        | 1561                | Saint-Laurent              | Place Saint-Michel, 86             | 50° 38′ 41,88″ N, 5° 34′ 13,09″ E |                 |
| Hôtel Somzé                       |                      | Louis XIII         | Début XVIIIe siècle | Féronstrée et Hors-Château | Féronstrée, 94-96                  | 50° 38′ 48,52″ N, 5° 34′ 51,8″ E  |                 |
| Hôtel de Stockhem                 |                      |                    | 1700                | Féronstrée et Hors-Château | Rue Hors-Château, 13               | 50° 38′ 49,59″ N, 5° 34′ 40,52″ E |                 |
| Hôtel Torrentius                  | Lambert Lombard      |                    | 1565                | Saint-Laurent              | Rue Saint-Pierre, 15bis            | 50° 38′ 44,29″ N, 5° 34′ 15,5″ E  |                 |
| Hôtel van den Steen               |                      |                    | XVIe siècle         | Saint-Laurent              | Mont Saint-Martin, 37/39           | 50° 38′ 40″ N, 5° 33′ 58″ E       |                 |
| Hôtel Vander Maesen               |                      | Classique          | 1766                | Féronstrée et Hors-Château | Féronstrée, 137/139                | 50° 38′ 50″ N, 5° 34′ 56″ E       |                 |

## Maisons particulières
| Nom            | Architecte      | Style       | Année | Quartier                   | Adresse                | Géolocalisation                   | Illustration |
| -------------- | --------------- | ----------- | ----- | -------------------------- | ---------------------- | --------------------------------- | ------------ |
| Tour Rosen     |                 |             | 1516  | Guillemins                 | Rue Bovy, 19           | 50° 37′ 27,73″ N, 5° 34′ 08,94″ E |              |
| Maison Havart  | Mathieu Mathot  | Renaissance | 1594  | Féronstrée et Hors-Château | Quai de la Goffe, 41   | 50° 38′ 42,99″ N, 5° 34′ 46,05″ E |              |
| Maison Dewilde | Conrad de Haxhe |             | 1685  | Féronstrée et Hors-Château | Quai de Maastricht, 12 | 50° 38′ 48,92″ N, 5° 35′ 01,46″ E |              |